# سون نا أون
سون نايون (هانغل: 손나은) (مواليد 2/10/ 1994) ممثلة، مغنية وعارضة وهي عضوة في مجموعة الفتيات الكورية اي بينك التي أنشأتها شركة كيوب إنترتينمنت . 

## السيرة الذاتية
ولدت سون نا يون في سول، كوريا الجنوبية، يوم 10 فبراير 1994. وقالت أنها لديها شقيقة صغرى Son Se-Eun، حضرت مدرسة الثانوية Chungdam، مع تيمين عضو فرقة شايني . ثم لاحقا تحولت إلى مدرسة الثانوية سول للأداء الفنون، التي تخرجت منها في 7 فبراير 2013، وقبلت في جامعة دونغوك عام 2013، ثم أختيرت كسفيرة لجامعة دونغوك في عام 2014، كشفت أيضا أنها صديقة جيدة للممثلة شيم اون كيونج وصديقة مقربة لليزي بعد المدرسة.
تعلمت خلال أيام التدرب الصينية، هوايتها هي الرسم، فهي معروفة بمهاراتها في الرسم .

## اعمالها

### الأفلام
| السنة | الإسم                                     | الدور        |
| ----- | ----------------------------------------- | ------------ |
| 2012  | Marrying the Mafia 5:Return of The Family | إيون هاي جاي |

### مسلسلات
| السنة | القناة      | الإسم                           | الدور               |
| ----- | ----------- | ------------------------------- | ------------------- |
| 2012  | اس بي اس    | السلمندر جورو وفريق عمليات الظل | لي تاي يون          |
| 2012  | اس بي اس    | العرآف الأعظم                   | يون هاي إن (الشابة) |
| 2012  | جي تي بي سي | childless comfort               | ٱه سو مي            |
| 2015  | تي في إن    | في العشرينيات للمرة الثانية     | اوه هاي مي          |
| 2016  | تي في إن    | سلندريلا والفرسان               | بارك هاي جي         |
| 2017  | تي في إن    | الوداع الأكثر جمالا في العالم   | جاي يونغ            |
| 2020  | ام بي سي    | رفيق العشاء                     | جين نو ايول         |
| 2021  | جي تي بي سي | الضياع                          | مين جيونغ           |
| 2022  | تي في ان    | الطبيب الشبح                    | او سو جيونغ         |
| 2024  | جي تي بي سي | الرومانسية بالمنزل              | بيون مي راي         |

### البرامج التلفزيونية
| السنة     | الاسم                              | الدور      |
| --------- | ---------------------------------- | ---------- |
| 2011      | أخبار أي بينك (الموسم 1 )          | سون نا أون |
| 2011      | !Oh My School                      | سون نا أون |
| 2011      | Chuseok Idol Athletic Championship | سون نا أون |
| 2011      | KBS Entertainment Awards           | سون نا أون |
| 2012-2011 | أخبار أي بينك (الموسم 2 )          | سون نا أون |
| 2012-2011 | Birth Of Family(الموسم 1 )         | سون نا أون |
| 2012      | Weekly Idol                        | سون نا أون |
| 2012      | السلمندر جورو وفريق عمليات الظل    | لي تاي يون |
| 2012      | Sponge Zero (الحلقة432)            | سون نا أون |
| 2012      | MBC Idol Star Games                | سون نا أون |

## روابط خارجية
- سون نا أون على موقع IMDb (الإنجليزية)
- سون نا أون على موقع ميوزك برينز (الإنجليزية)
- سون نا أون على موقع قاعدة بيانات الفيلم (الإنجليزية)